# Mir Samir
Der Mir Samir (auch Mīr Samīr) ist ein 5809 m (nach anderen Quellen 6059 m) hoher Berg im südwestlichen Teil des Hindukusch in Afghanistan.

## Lage
Der Mir Samir befindet sich 150 km nordöstlich der Hauptstadt Kabul in der Provinz Pandschschir. Der Berg liegt an der Ostseite des Flusstals des Pandschschir. 

## Besteigungsgeschichte
Der Mir Samir wurde am 27. Juli 1959 von Harald Biller, seiner Frau Alma sowie Theo Stöckinger und Hans Vogel erstmals bestiegen.